# Le Mirage (film, 1992)
Cet article concerne le film de Jean-Claude Guiguet. Pour le film de Louis Feuillade, voir Le Mirage.
Pour les articles homonymes, voir Le Mirage.
Pour plus de détails, voir Fiche technique et Distribution.
Le Mirage est un film franco-canado-germano-suisse réalisé par Jean-Claude Guiguet, sorti en 1992, adaptation du récit de Thomas Mann Le Mirage publié en 1953.

## Synopsis
Une jeune quadragénaire tombe amoureuse d'un homme.

## Fiche technique
- Titre : Le Mirage
- Réalisation : Jean-Claude Guiguet
- Scénario : Jean-Claude Guiguet et Sylvie Luneau, d'après le roman de Thomas Mann paru en 1953
- Photographie : Alain Levent
- Son : Yvon Benoît
- Décors : Gérard Estero
- Costumes : Monic Parelle
- Montage : Jacques Gagné
- Musique : Richard Strauss, Georges Bizet, Wolfgang Amadeus Mozart, Camille Saint-Saëns, Robert Schumann, Amilcare Ponchielli, Serge Tomassi (chanson interprétée par Marie Rousseau)
- Directeurs de production : Henri Lange, Henri Lacombe
- Production : Molécule (Paris) - Films Stock International (Montréal) - CCC Filmkunst (Berlin) - Artémis (Genève)
- Distribution : Films du Losange
- Pays de production :  France  Allemagne  Canada  Suisse
- Durée : 95 minutes
- Date de sortie : 
  - France : 21 octobre 1992

## Distribution
- Louise Marleau : Maria
- Fabienne Babe : Anna
- Marco Hofschneider : Édouard
- Véronique Silver : Jeanne
- Christopher Scarbeck : Ken
- Jean-Frédéric Ducasse : le médecin